# José Cirilo Macizo
José Cirilo Macizo Cañadas, né le 9 juillet 1951 à Castilléjar (province de Grenade, Espagne), est un footballeur espagnol qui jouait au poste de milieu de terrain.

## Biographie
À l'âge de 23 ans, José Cirilo Macizo dispute la saison 1974-1975 en deuxième division dans les rangs du FC Barcelone B, l'équipe réserve du Barça. Cette même saison, il joue quatre matchs avec l'équipe première du FC Barcelone.
Macizo est prêté au Racing de Santander, club de D1, lors de la saison 1975-1976. Il joue 20 matchs de championnat avec le Racing.
Il revient au Barça en 1976. Lors de la saison 1976-1977, il joue 17 matchs de championnat avec Barcelone. La saison suivante (1977-1978), il ne joue que quatre matchs. Le club remporte la Coupe d'Espagne en 1978.
Macizo est de nouveau prêté au Racing de Santander lors de la saison 1978-1979. Il joue 15 matchs et le club est relégué en deuxième division.
En 1979, Macizo est recruté par le Recreativo de Huelva qui joue en D2. Il y reste jusqu'en 1982 puis met un terme à sa carrière de joueur à l'âge de 31 ans.

## Palmarès
Avec le FC Barcelone :
- Vainqueur de la Coupe d'Espagne en 1978